# Marina Lobatj
Maryna Vikentsjeüna Lobatj belarusiska: Марына Вікенцьеўна Лобач; ryska: Marina Lobatj), född 26 juni 1970 i Minsk oblast i Vitryska SSR i Sovjetunionen (nu Belarus), är en belarusisk före detta gymnast (rytmisk sportgymnastik) som tävlade för Sovjetunionen. Efter karriären som aktiv fortsatte hon som tränare i Minsk.
Hon tog OS-guld i rytmisk gymnastik i samband med de olympiska gymnastiktävlingarna 1988 i Seoul.